# Abandono infantil
El abandono infantil es el acto de renunciar a todos los intereses y demandas de la descendencia sin consideración de las necesidades propias de la infancia ni tampoco de lo estipulado por las legislaciones. Las causas pueden incluir muchos factores sociales y culturales, como también enfermedades mentales. Un infante abandonado suele llamarse expósito (en oposición a un fugitivo o un huérfano). Los padres pueden abandonar o dejar a un menor de 12 meses en un lugar público o privado con la intención de disponer de ellos. Esta práctica también es conocida como realojamiento, cuando los padres adoptivos usan sitios de internet ilegales para encontrar nuevos hogares para sus hijos.

## Causas
La pobreza es la principal causa del abandono de menores. Las personas en culturas con sistemas de bienestar sociales pobres, quienes no son económicamente capaces de cuidar de un niño, tienen más probabilidad de abandonarlos. Las condiciones políticas, como la dificultad de los procedimientos de adopción, también pueden contribuir al abandono del niño, así como la carencia de orfanatos, para acoger niños a quienes sus padres no pueden apoyar.[cita requerida]
Otra razón común para el abandono de bebés son los embarazos en la adolescencia. Las adolescentes embarazadas tienen problemas durante y después del nacimiento del niño debido a la angustia psicológica y social. Sin importar la edad, los padres pueden abandonar a su hijo porque no están preparados para criarlos.
Otras razones incluyen la no preferencia por el género, la apariencia u otras características del niño como deficiencias mentales o físicas.
La educación, la planificación familiar, el apoyo del gobierno, los servicios postnatales y el apoyo a la maternidad son opciones disponibles para reducir este problema.
Las causas del abandono y maltrato infantil incluyen:
- Problemas de salud mental.
- Discapacidades físicas
- Pobreza
- La falta de conocimiento de cómo ser padres
- El abuso de sustancias tóxicas
- Haber sufrido maltratos
- La falta de sistemas de apoyo en la comunidad
- Embarazos no deseados.[5]

## Historia
Históricamente, muchas culturas han practicado el abandono de los niños a lo que llaman "exposición de infantes". A pesar de que podrían sobrevivir, la exposición se considera como una forma de infanticidio — como describe Tertuliano en su Apología: "Es sin duda una de las formas más crueles de matar... por la exposición al frío, al hambre y a los perros."[cita requerida]
Del mismo modo, ha habido casos de negligencia homicida por el confinamiento de niños o bebés, como en el caso del abandono de niños en Osaka o el caso de los dos niños abandonados en Calgary, Alberta, Canadá, por su madre Rie Fujii.[cita requerida]
Las leyes medievales de Europa regulaban el abandono de niños, como por ejemplo el Liber Iudiciorum; prescribían a menudo que la persona que había tomado el niño tenía derecho al servicio del niño como un esclavo. Se ha calculado mediante las cifras que constan de las distintas instituciones benéficas de la época que durante los cuatro siglos que van desde finales del XVI hasta mediados del XX llegaron a ser abandonados cinco millones de niños en Europa, sin contar los que murieron antes de ingresar en ninguna institución. Para España se estima que alcanzó una cifra media de 14.000 expósitos anuales, con mayor número en la última etapa.
La recluta y la esclavización de niños ejércitos y en grupos de trabajo ocurrían a menudo como consecuencia de la peste o de la guerra, cuando muchos niños se quedaron sin padres. Los niños abandonados fueron tutelados por el Estado, organizaciones militares o religiosas. Cuando esta práctica ocurrió en masa, tenía la ventaja de asegurar la solidez y la continuidad de las prácticas culturales y religiosas en la sociedad medieval.[cita requerida]
El caso más grande, estadísticamente e históricamente hablando, tuvo lugar en los Estados Unidos entre 1854 y 1929. Casi doscientos mil huérfanos fueron forzados a vivir en vagones de ferrocarril y enviados al oeste, y cualquier familia los ponía a trabajar como peones y en trabajo doméstico, y en muchos casos eran víctimas de maltrato. Los trenes de huérfanos eran muy populares como fuente de trabajo libre. La magnitud del traslado y el grado de explotación que ocurrió dio aumento a agencias nuevas y una serie de leyes que promovieron la adopción en los lugares de emisión. Con el tiempo, la adopción se convirtió en una institución estadounidense por excelencia, que encarna la fe en la ingeniería social y la movilidad. En 1945, la adopción se formuló como un acto jurídico con la consideración del interés superior del niño. El origen del movimiento hacia el secreto de todos los registros de adopción y nacimiento comenzó cuando Charles Loring Brace introdujo el concepto de evitar que los niños huérfanos de los trenes volvieran con sus familias o fuesen reclamados por sus padres. Brace temía el efecto de la pobreza de los padres y de su religión católica, en particular, en la juventud.[cita requerida]

## Situación actual

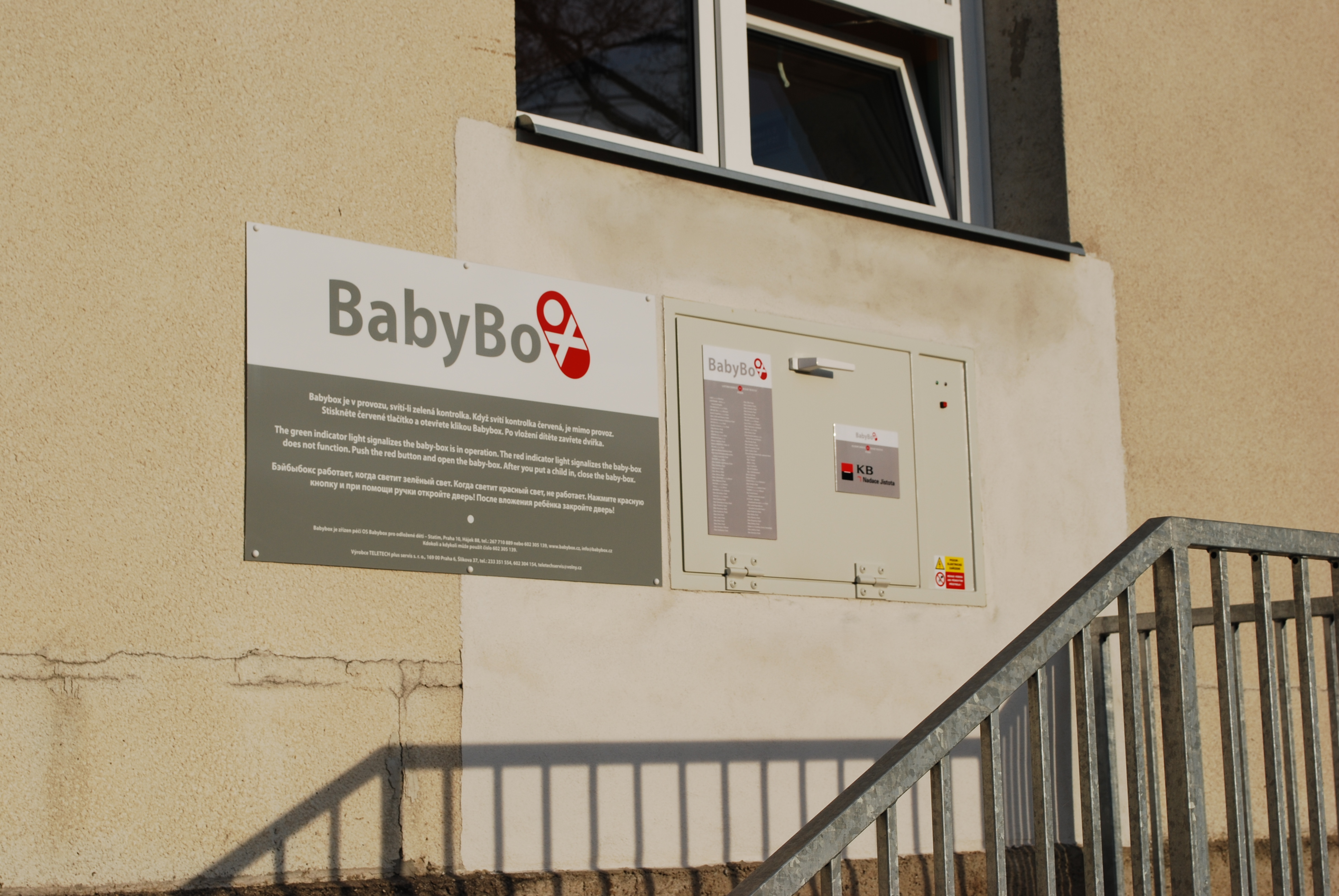
Una moderna "Caja de bebés" o "Escotillas de bebés", en la República Checa, donde un niño abandonado puede ser atendido debidamente.

Hoy en día, se considera que el abandono de un niño es un crimen grave en muchas jurisdicciones, ya que puede ser considerado mal en sí mismo, debido al daño directo a los niños y debido a preocupaciones por su bienestar (en la que el niño pasa a tutela del Estado y a su vez se convierte en una carga para la Tesorería). Por ejemplo, en el estado de Georgia de los Estados Unidos es un delito menor abandonar voluntariamente a un niño, y un delito grave abandonar a un hijo y salir del estado.[cita requerida]
Muchas jurisdicciones tienen excepciones a las leyes del abandono en forma de "leyes de refugio" que se aplican a los bebés que se quedan en lugares asignados como hospitales (por ejemplo, la escotilla de bebés).
En el Reino Unido, el abandono de un niño menor de dos años es un delito. En 2004, 49 bebés fueron abandonados en todo el país, en su mayoría varones.[cita requerida]
El abandono en Malasia es abundante. Entre 2005 y 2011, se abandonó a 517 bebés, y de esos, 287 fueron encontrados muertos. En 2012, hubo 31 casos, incluido al menos el caso de un niño que fue lanzado desde la ventana de un apartamento.[cita requerida]
Las personas que son pobres y no son económicamente capaces de mantener a un niño son más propensos a abandonarlos. Varios de los estados de los Estados Unidos están promoviendo la aprobación de leyes para prevenir el re alojamiento de los niños después de la adopción. Sin embargo, la legislación nacional puede ser necesaria para proteger a los niños de ser re ubicado en todos los estados.[cita requerida]

## Abandono de niños en la literatura
El abandono infantil es el centro de interés de varias narraciones conocidas. Las razones más comunes del abandono infantil en la literatura son los oráculos, que indican que el niño causará daños o desgracias, el deseo de la madre por ocultar a su hijo ilegítimo, por la violación de un Dios o desagrado por parte de los padres, hermanas o madrastras en los cuentos de hadas como El agua danzante, la manzana cantora y el pájaro parlante. En algunos libros de caballería, como Le Fresne y Caballero del Cisne, algunos niños de un parto múltiple son abandonados después de que la heroína ha burlado a otra mujer insinuando que tal nacimiento es una prueba de adulterio. La pobreza por lo general cuenta como causa solo con el caso de los niños mayores, que pueden sobrevivir por su cuenta. De hecho, la mayoría de estas personas son de sangre real o noble; su abandono significa que crecen en la ignorancia de su verdadera condición social.

### Abandono
Uno de los ejemplos más antiguos del abandono de bebés en la literatura es el caso de Edipo, quien es dejado morir de bebé en las colinas por un pastor por órdenes de su padre, pues el oráculo indicaba que lo mataría al crecer. Cuando Edipo es adulto, da muerte a su padre y tiene sexo con una mujer que, sin él saberlo, es su madre biológica.[cita requerida]
En muchos cuentos, como Blancanieves, la niña es abandonada por un sirviente que tenía órdenes de matarla.[cita requerida]
Los niños son a menudo abandonados con fichas de nacimiento, las cuales actúan como mecanismos que aseguran que el niño pueda ser identificado. Este tema es un elemento principal de la novela de ficción histórica de Angelo F. Coniglio, The Lady of the Wheel, en la cual el título se refiere a un "receptor de infantes", quienes son colocados en la llamada "rueda de infantes" en la pared de una iglesia u hospital.{
En The Winter's Tale, de Shakespeare, una escena de reconocimiento en el acto final revela por estos que Perdita es hija de un rey en lugar de una pastora, y tan adecuado para su amante príncipe. Del mismo modo, cuando la heroína de Le Fresne revela el brocado y el anillo con el que fue abandonada, su madre y su hermana la reconocen. Esto la convierte en una novia adecuada para el hombre cuya amante había sido.

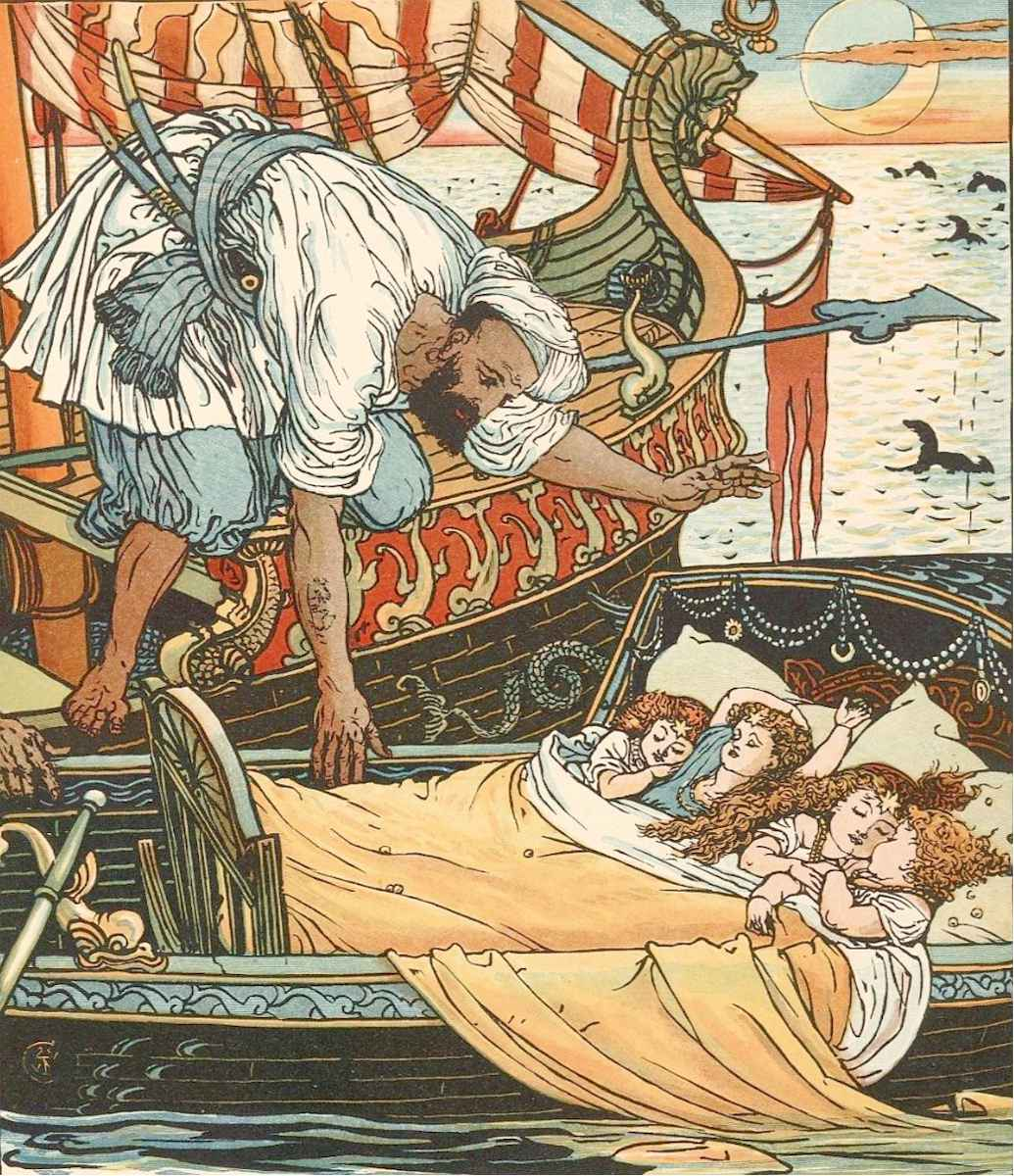
Los hijos de la Reina Blondine y de su hermana, la Princesa Brunette, encontrados por un Corsario, luego de siete días en el mar, Ilustración de Walter Crane para el cuento de hadas Princess Belle-Etoile.

Desde Edipo, los cuentos griegos y romanos están llenos de niños expósitos que escaparon de la muerte para reunirse con sus familias— usualmente, como Daphnis y Chloe de Longo, más felizmente que el caso de Edipo.[cita requerida]
Los niños crecidos, habiendo sido recogidos por extraños, usualmente estaban identificados por una ficha. En Ion, de Eurípides, Creüsa está a punto de matar a Ion, creyéndolo el hijo ilegítimo de su esposo, cuando una sacerdotisa revela las fichas de nacimiento que demuestran que Ion es suyo, niño abandonado.[cita requerida]
Esto puede reflejar la práctica generalizada del abandono de los niños en sus culturas. Por otro lado, el motivo se continúa a través de la literatura donde la práctica no está muy extendida. William Shakespeare utilizó el abandono y el descubrimiento de Perdita en The Winter's Tale, y Edmund Spenser el último Canto del Libro 6 de La Reina Hada, que el personaje Pastorella, criada por pastores, es de hecho de noble nacimiento. Henry Fielding, en una de las primeras novelas reconocidas como tal, contó The History of Tom Jones, a Foundling. En el caso de Quasimodo, personaje de la novela Nuestra Señora de París, de Víctor Hugo, el niño deforme es abandonado en la cama de la catedral, hecha para dejar a los niños no deseados.[cita requerida]
Ruth Benedict, al estudiar a los Zuni, encontró que la práctica del abandono de los niños era desconocida, pero se destacaba en sus cuentos populares.[cita requerida]
Sin embargo, incluso las culturas que no lo practican pueden reflejar costumbres más antiguas; En la literatura medieval, como Lay bretón y Le Fresne, el niño es abandonado inmediatamente después de nacer, lo que puede reflejar las prácticas pre-cristianas, tanto escandinavas como romanas, que el recién nacido no sería criado sin la decisión del padre de hacerlo.

### Crianza
Los extraños que recogían al niño eran a menudo pastores. Esto no solo le sucedió a Edipo, sino también a Ciro II de Persia, Amphion y Zethus y varios personas enumerados arriba. Rómulo y Remo fueron amamantados por una loba en el desierto, pero luego encontrados por una pareja de pastores. Esto vincula este motivo con el género de la pastoral. Esto puede implicar o decir claramente que el niño se beneficia de esta educación pura por personas vírgenes, en contraposición a la corrupción que rodeó a su familia natal.[cita requerida]
A menudo, el niño es ayudado por los animales antes de ser encontrado; Artemisa envió a un oso a cuidar a la abandonada Atalanta y Paris fue también cuidado por una osa antes de ser encontrado, En algunos casos, el niño es criado por animales, sin embargo, en la actualidad, los niños salvajes han demostrado ser incapaces de hablar.[cita requerida]

### En edad adulta
El patrón de un niño que permanece con sus padres adoptivos es menos común que el inverso, pero ocurre. En la epopeya india Majabhárata, Karna nunca se reconcilia con su madre, y muere en la batalla con su hijo legítimo. En el cuento de los Hermanos Grimm Foundling-Bird, el pájaro inconsciente nunca aprende y menos aún se reúne con sus padres. George Eliot representó el abandono del personaje Eppie en Silas Marner, a pesar de conocer a su verdadero padre al final del libro, se niega a dejar a Silas Marner, que en realidad la había educado.[cita requerida]
Cuándo la causa del abandono es una profecía, el abandono es usualmente instrumental en hacer que se cumpla la profecía. Además de Edipo, las leyendas griegas también incluyeron a Telefo, que fue profetizado para matar a su tío; su ignorancia de su paternidad, derivada de su abandono, hizo que su tío se mofara de él y que él lo matase en un ataque de ira.[cita requerida]

### Niños mayores
Cuando los niños/as mayores son abandonados en los cuentos de hadas, mientras que la pobreza puede ser citada como una causa, como en Pulgarcito, el efecto más común es cuando la pobreza se combina con la maldad de una madrastra como en Hansel y Gretel (o a veces, la malicia de una madre). Los deseos de la madrastra pueden ser la única causa, como en Father Frost. En esas historias, los niños rara vez encuentran padres adoptivos, sino monstruos malévolos, como ogros y brujas, y, burlándose de ellos, obtienen riquezas para resolver su pobreza. La madrastra puede morir casualmente o ser expulsada por el padre para que la familia pueda vivir finalmente feliz.[cita requerida]
En una variación más grave, el cuento Babes in the Wood cuenta con un tío malvado en el papel de la madrastra malvada, que da una orden para que los niños mueran. Sin embargo, aunque los criados tienen escrúpulos en obedecerle, y los niños son abandonados en el bosque, el cuento termina trágicamente: los niños mueren y sus cuerpos están cubiertos de hojas por los petirrojos.[cita requerida]

### En la cultura popular
Esta es una lista parcial de ejemplos de infantes abandonados en la literatura y en el cine.
- La obra dramática de George Bernard Shaw, Major Barbara, el industrial Andrew Undershaft, un expósito, busca atentamente a un expósito para asumir el negocio familiar.[cita requerida]
- La película Las normas de la casa de la sidra protagonizada por Charlice Theron y Michael Caine describe fidedignamente las inclusas y casas cuna de principios del siglo XX en Europa.[9]
- Superman puede ser visto como una continuación de la tradición de expósitos, el único sobreviviente de una civilización avanzada (pero casi completamente extinta) que es hallado y criado por campesinos de Kansas en un ambiente pastoral, y más tarde descubre sus orígenes extraños y usa sus poderes para siempre.
- La película The Kid, de Charles Chaplin, narra los esfuerzos de un vagabundo por criar a un niño abandonado.[cita requerida]
- En la novela gráfica Aqua Leung, el protagonista principal es un príncipe que es sacado de un castillo, atado en un cesto y luego encontrado por una pareja y criado en tierra para que los enemigos de su padre no lo encuentren. Él regresa al mar para cumplir la profecía que se cree que es de su padre, pero que en realidad era suya.[cita requerida]
- Elora Danan, en la película Willow, y Lir, en la novela El último unicornio, son abandonados debido a profecías y quienes las cumplen por su abandono.[cita requerida]
- En el último libro de Las Crónicas de Prydain, Dallben revela al héroe Taran que él es un expósito, en una historia del mismo mundo, "El expósito" el propio Dallben demuestra ser un huérfano también.[cita requerida]
- El personaje Nikolai (Thomas) de Regular Show, fue abandonado al nacer a las puertas de la Catedral de San Basilio y criado por la KGB para ser un espía ruso.[cita requerida]
- Leela, personaje de Futurama, fue dejada por sus padres en un orfanato junto a una nota escrita en idioma alienígena para hacer creer a la gente que ella en realidad es una alien y no una mutante. Sus padres hicieron eso en realidad para que su hija no viva la desagradable vida de un mutante.[cita requerida]
- El protagonista de la película Meet the Robinsons, Lewis, fue abandonado por su madre en un orfanato.[cita requerida]
- Varios expósitos aparecen en Mundodisco, de Terry Pratchett. El más notable es el capitán Carrot Ironfoundersson, que fue encontrado cuando era niño entre las ruinas de una caravana atacada por bandidos y rodeada por los cuerpos de los adultos.[cita requerida]
- El personaje Mozzie, de White Collar, fue abandonado en una canasta solo con un oso.[cita requerida]
- En algunas historietas, los personajes se pueden disfrazar como expósitos. Esto puede ser visitándose como bebés y acostándose en una cesta, cuna o umbral con una nota. Esto fue parodiado en la película de 2016 Little Man.[cita requerida]
- En Los Picapiedra, Bam-Bam es abandonado en la puerta de los Mármol, quienes terminan por adoptarlo.[cita requerida]

### Vídeos
- Casa Cuna de Fraisoro por Eva García Magriñá. Youtube. Kutxa Kultur.
- Cuando el parto acaba en la inclusa. Alicia Sánchez. Youtube. Institución Fernando el Católico.

- Datos: Q202415
- Multimedia: Child abandonment / Q202415